# Diócesis de Zrenjanin
La diócesis de Zrenjanin (en latín: Dioecesis Zrenianen(sis), en serbocroata: Zrenjaninska biskupija y en serbio: Зрењанинска бискупија) es una circunscripción eclesiástica latina de la Iglesia católica en Serbia, sufragánea de la arquidiócesis de Belgrado. La diócesis tiene al obispo Ladislav Nemet, S.V.D. como su ordinario desde el 23 de abril de 2008.

## Territorio y organización
La diócesis extiende su jurisdicción sobre los fieles católicos de rito latino residentes en la región del Banato serbio en la provincia autónoma de Voivodina. La población católica es étnicamente variada y comprende húngaros y croatas, con minorías de búlgaros, checos y alemanes.
La sede de la diócesis se encuentra en la ciudad de Zrenjanin, en donde se halla la Catedral de San Juan Nepomuceno.
En 2020 la diócesis estaba dividida en 38 parroquias. 

## Historia
Como resultado del Tratado de Trianón del 4 de junio de 1920, el Imperio austrohúngaro se desintegró y el territorio de la diócesis de Csanád se dividió entre Hungría, Rumania y el Reino de los Serbios, Croatas y Eslovenos (luego Yugoslavia). A este último le tocó la parte de la diócesis que se extendía a lo largo de los ríos Tisza y Danubio.
La administración apostólica del Banato yugoslavo fue erigida el 10 de febrero de 1923, para la porción de la diócesis de Csanád que después de la Primera Guerra Mundial estaba ubicada en el territorio del Reino de Yugoslavia.
Al final de la Segunda Guerra Mundial, unos 100 000 católicos de etnia alemana abandonaron la diócesis, que vio reducido a la mitad el número de fieles. El gobierno comunista demolió casi 20 iglesias, como muchas más casas de culto, y las iglesias restantes y las casas parroquiales quedaron en ruinas. Once sacerdotes fueron asesinados.
El 17 de julio de 1961, la Santa Sede nombró al obispo de rito bizantino Gabriel Bukatko como coadjutor y sucesor de Josip Antun Ujčić como administrador apostólico. Dado que la mayoría de los católicos en la diócesis de Zrenjanin pueden atribuirse a la nacionalidad húngara y el obispo Bukatko tuvo algunos problemas porque no entendía el húngaro, la Santa Sede decidió nombrar al húngaro Tamás Jung, nativo del área de Banato, como administrador apostólico el 22 de diciembre de 1971.
El 16 de diciembre de 1986 la administración apostólica fue elevada a la categoría de diócesis y tomó su nombre actual. San Gerardo de Csanád, obispo y mártir, fue elegido como patrono principal de la diócesis.
Luego de la disolución de Yugoslavia en 1992, la diócesis quedó finalmente dentro de Serbia y los problemas económicos generaron una nueva ola de emigración de los católicos de la diócesis.

## Episcopologio
- Ivan Rafael Rodić, O.F.M. † (10 de febrero de 1923-28 de noviembre de 1936 renunció[1])
- Josip Ujčić † (28 de noviembre de 1936-24 de marzo de 1964 falleció)
- Gabriel Bukatko † (24 de marzo de 1964 por sucesión-22 de diciembre de 1971 renunció)
- Tamás Jung † (22 de diciembre de 1971-7 1988 retirado)
- László Huzsvár † (7 de enero de 1988-30 de junio de 2007 retirado)
- Ladislav Nemet, S.V.D., desde el 23 de abril de 2008
  - Martin Roos, desde el 6 de marzo de 2020 (administrador apostólico sede plena[2])

## Estadísticas
De acuerdo al Anuario Pontificio 2021 la diócesis tenía a fines de 2020 un total de 59 000 fieles bautizados.
| Año                                                                             | Población            | Población | Población      | Sacerdotes | Sacerdotes    | Sacerdotes    | Bautizados por sacerdote | Diáconos permanentes | Religiosos | Religiosos | Parroquias |
| Año                                                                             | Bautizados católicos | Total     | % de católicos | Total      | Clero secular | Clero regular | Bautizados por sacerdote | Diáconos permanentes | Varones    | Mujeres    | Parroquias |
| ------------------------------------------------------------------------------- | -------------------- | --------- | -------------- | ---------- | ------------- | ------------- | ------------------------ | -------------------- | ---------- | ---------- | ---------- |
| 1950                                                                            | 110 000              | 470 000   | 23.4           | 37         | 34            | 3             | 2972                     |                      | 3          | 79         | 50         |
| 1970                                                                            | 118 800              | 630 000   | 18.9           | 42         | 37            | 5             | 2828                     |                      | 7          | 98         | 45         |
| 1980                                                                            | 92 458               | 650 000   | 14.2           | 28         | 23            | 5             | 3302                     |                      | 5          | 93         | 45         |
| 1990                                                                            | 99 589               | 670 606   | 14.9           | 30         | 23            | 7             | 3319                     |                      | 7          | 51         | 43         |
| 1999                                                                            | 85 718               | 696 200   | 12.3           | 25         | 21            | 4             | 3428                     |                      | 5          | 9          | 40         |
| 2000                                                                            | 84 845               | 691 100   | 12.3           | 24         | 20            | 4             | 3535                     |                      | 5          | 9          | 40         |
| 2001                                                                            | 84 009               | 690 264   | 12.2           | 24         | 20            | 4             | 3500                     | 1                    | 5          | 9          | 40         |
| 2002                                                                            | 83 262               | 689 517   | 12.1           | 24         | 20            | 4             | 3469                     | 1                    | 5          | 9          | 40         |
| 2003                                                                            | 71 099               | 601 676   | 11.8           | 24         | 20            | 4             | 2962                     | 1                    | 5          | 9          | 40         |
| 2004                                                                            | 68 112               | 601 676   | 11.3           | 26         | 21            | 5             | 2619                     | 1                    | 6          | 9          | 40         |
| 2010                                                                            | 64 110               | 552 809   | 11.6           | 26         | 21            | 5             | 2465                     | 1                    | 6          | 6          | 38         |
| 2014                                                                            | 70 800               | 808 000   | 8.8            | 26         | 21            | 5             | 2723                     | 1                    | 6          | 8          | 38         |
| 2017                                                                            | 60 000               | 748 000   | 8.0            | 26         | 19            | 7             | 2307                     | 1                    | 8          | 6          | 38         |
| 2020                                                                            | 59 000               | 737 380   | 8.0            | 21         | 17            | 4             | 2809                     | 2                    | 5          | 5          | 38         |
| Fuente: Catholic-Hierarchy, que a su vez toma los datos del Anuario Pontificio. |                      |           |                |            |               |               |                          |                      |            |            |            |